# Calymmaria orick
Calymmaria orick is een spinnensoort uit de familie van de waterspinnen (Cybaeidae).
De wetenschappelijke naam van de soort werd in 2004 gepubliceerd door Heiss & Draney.